# Corcoran (Minnesota)
Corcoran – miasto w Stanach Zjednoczonych, w stanie Minnesota, w hrabstwie Hennepin.